# Trowbridge (stacja kolejowa)
Trowbridge – stacja kolejowa w mieście Trowbridge w hrabstwie Wiltshire na linii kolejowej Wessex Main Line, 39 km od stacji Bristol Temple Meads. Na stacji nie zatrzymują się pociągi pośpieszne.

## Ruch pasażerski
Ze stacji korzysta ok. 571 000 pasażerów rocznie (dane za rok 2007). Posiada bezpośrednie połączenia z Bristolem, Bath Spa, Southampton, Weymouth i Salisbury. Pociągi odjeżdżają ze stacji na każdej z linii w odstępach co najwyżej godzinnych w każdą stronę. 

## Obsługa pasażerów
Kasa biletowa, automat biletowy, przystanek autobusowy, postój taksówek, bufet. Stacja dysponuje parkingiem samochodowym na 125 miejsc i rowerowym na 24.